# Чернетчинский сельский совет (Ахтырский район)
Чернетчинский сельский совет (укр. Чернеччинська сільська рада) входит в состав Ахтырского района Сумской области Украины.
Административный центр сельского совета находится в с. Чернетчина.

## Населённые пункты совета
- с. Чернетчина
- с. Борзовщина
- с. Доброславовка
- с. Журавное
- с. Попелевщина
- с. Рыботень
- с. Ясеновое